# 4 Dywizja Polowa Luftwaffe
4 Dywizja Polowa Luftwaffe (niem. 4. Luftwaffen-Felddivision) – utworzona na terenie Niemiec latem 1942 roku. 
Dywizja walczyła na froncie wschodnim w ramach Grupy Armii Środek i brała udział w walkach pod Witebskiem. W listopadzie 1943 roku została przemianowana (jak wszystkie dywizje polowe Luftwaffe) na 4. Felddivision (L) i przydzielona do wojsk lądowych. Została rozbita w czasie ofensywy sowieckiej w czerwcu 1944.

## Skład bojowy dywizji
1942
- I-IV bataliony strzelców polowych
- 4 polowy batalion artylerii Luftwaffe
- 4 polowa kompania cyklistów Luftwaffe
- 4 polowy batalion przeciwpancerny Luftwaffe
- 4 polowa kompania inżynieryjna Luftwaffe
- 4 polowy batalion przeciwlotniczy Luftwaffe
- 4 polowa kompania łączności Luftwaffe
- 4 polowe dywizyjne oddziały zaopatrzeniowe Luftwaffe

listopad 1943
- 49 polowy pułk strzelców (L) (Jäger-Regiment 49 (L))
- 50 polowy pułk strzelców (L) (Jäger-Regiment 50 (L))
- 51 polowy pułk strzelców (L) (Jäger-Regiment 51 (L))
- 4 polowy pułk artylerii (L) (Artillerie-Regiment 4 (L))

i inne oddziały dywizyjne

## Dowódcy dywizji
- Generalmajor Hans Sauerbrey (od 5 listopada 1943)
- Generalmajor dr. Ernst Klepp (od 20 listopada 1943)
- Generalleutnant Robert Pistorius (25 stycznia 1944)